# Havajské ostrovy

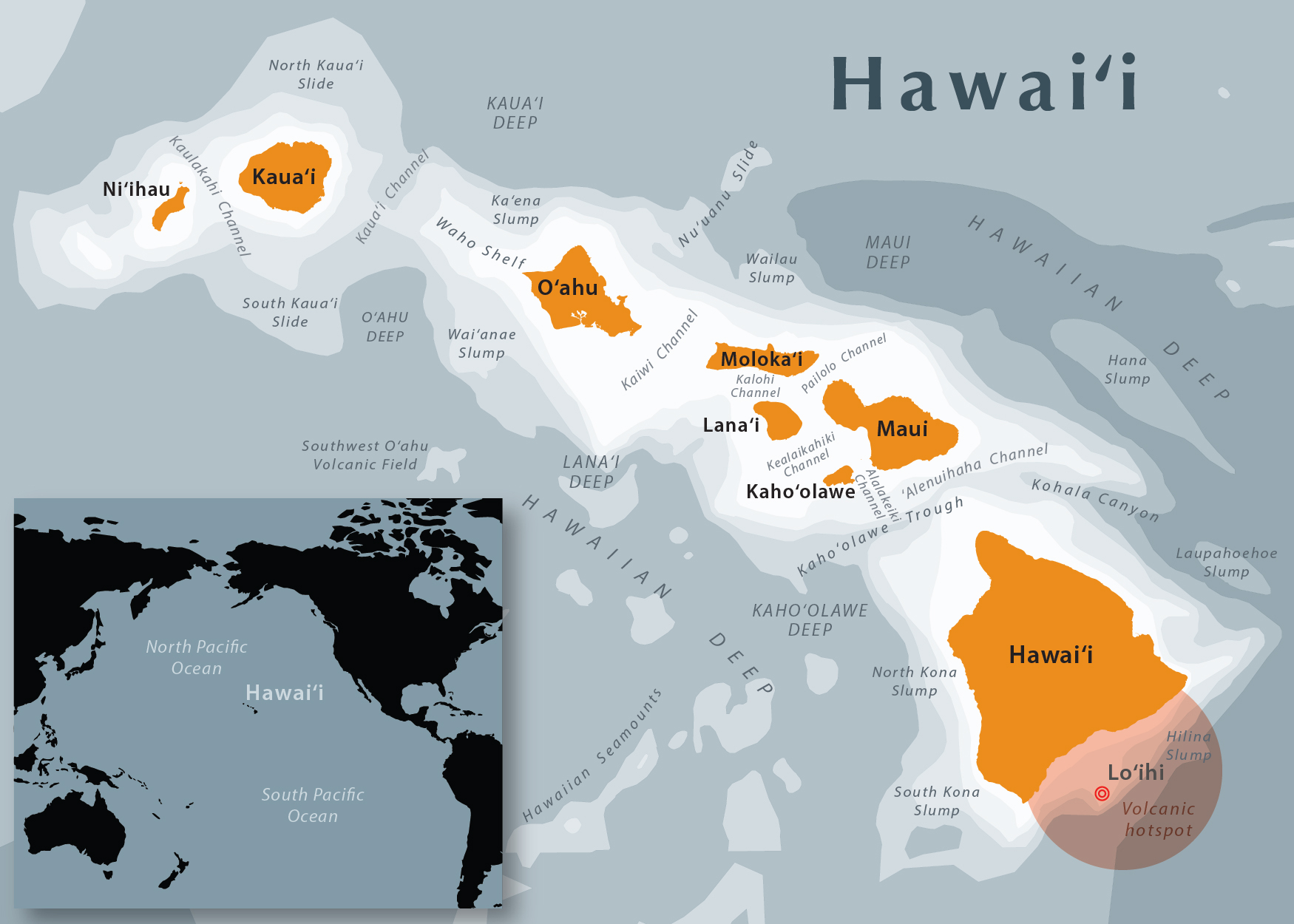
Větší Havajské ostrovy

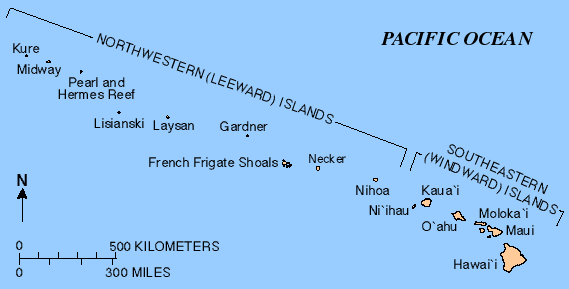
Jihovýchodní (windward/návětrné) a Severozápadní (leeward/závětrné) Havajské ostrovy

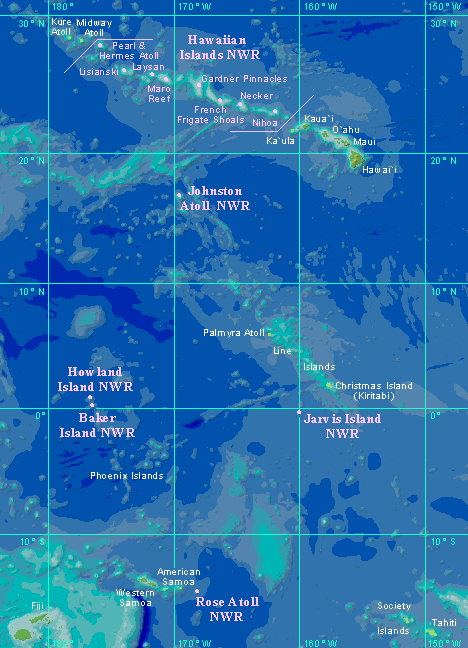
Poloha Havajských ostrovů v Tichém oceánu

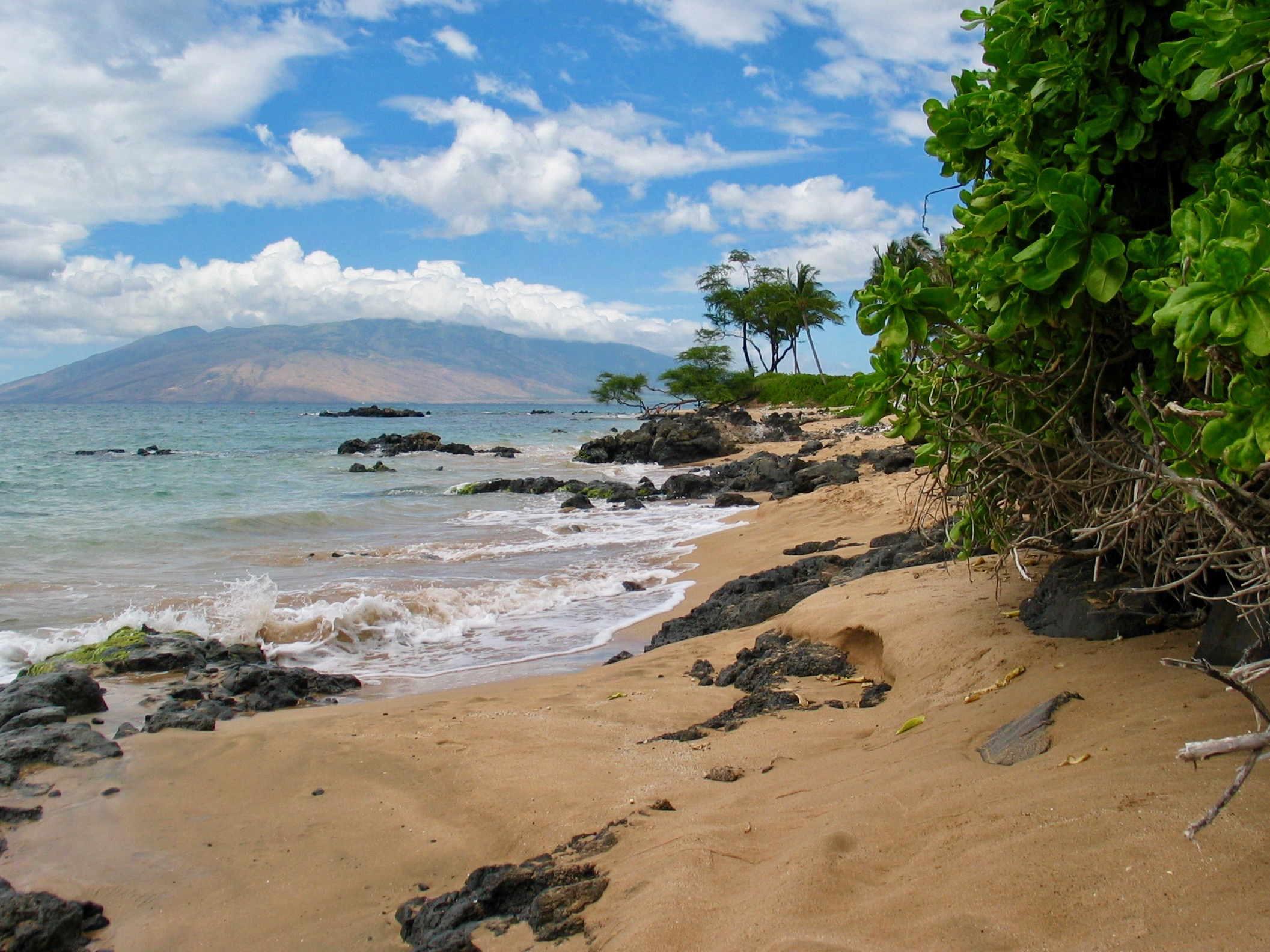
Častý cíl turistů - havajské pláže.

Havajské ostrovy jsou souostroví 95 korálových a sopečných ostrovů a 118 skal a útesů v Tichém oceánu, na kterém se nachází 50. federální stát Spojených států amerických Havaj s hlavním městem Honolulu na ostrově Oahu a Midwayské ostrovy. Rozkládají se přibližně mezi 19° – 29° severní šířky a 154° – 180° západní délky.  Na Havajských ostrovech lze najít více rekordních hodnot, jako např. nejvyšší štítovou sopku světa (Mauna Kea na ostrově Havaj), nejvyšší spící sopku světa (Haleakalā na ostrově Maui)

## Vznik
Souostroví vzniklo sopečnou činností nad oblastí oslabeného zemského pláště, ve kterém se nachází po milióny let horká skvrna (anglicky též hot spot) přibližně v hloubce 52 kilometrů. Severozápadní ostrovy jsou starší, jelikož vznikly dříve, což se odráží i na jejich stupni erodovaného povrchu. V dnešní době je aktivní vulkanická činnost v posledních 200 letech pouze na ostrově Havaj a na podmořské štítové sopce Loihi, která zatím nevyrostla nad mořskou hladinu.
Ostrovy jsou štítové sopky, které jsou tvořeny z čedičových láv, což souvisí se složením magmatu v oblasti horké skvrny. Havajské souostroví je tak tvořeno převážně z gabra a diabasu.

## Historie
První obyvatelé nejspíše připluli z Markéz a Tahiti snad ve 2.-5. století n. l. na kánoích s dvojitým trupem. Není vyloučeno, že někdy v 11. století přišla další vlna přistěhovalců a v 17. století se na ostrovy možná dostali Španělé. 18. ledna 1778 ostrovy objevil kapitán James Cook a pojmenoval je „Sandwichovy ostrovy" (na počest tehdejšího britského ministra námořnictva hraběte ze Sandwiche), poté sem začali připlouvat i další Evropané a Američané. Král Kamehameha I. v roce 1810 založil Havajské království vojenským sjednocením všech ostrovů.
V letech 1815-1817 se německý lékař a dobrodruh G. A. Schäffer marně pokoušel obsadit dva severní ostrovy pro Rusko-americkou obchodní společnost a podobně ztroskotaly i britské a francouzské pokusy. Přesto se zachovala ruská pevnost Jekatěrina z poloviny 19. století. Evropané patrně zanesli na ostrovy nové infekční nemoci, které zahubily téměř polovinu obyvatelstva. Od roku 1873 začal mezi nemocnými v leprosáriu na ostrově Molokaʻi působit vlámský kněz a misionář Damien de Veuster, který zde roku 1889 také zemřel. Roku 2009 byl prohlášen za svatého.
25. února 1843 donutil Lord George Paulet havajského krále kapitulovat pod Britskou korunu, ale okupace byla po pěti měsících zrušena jeho velícím důstojníkem a 28. listopadu 1843 uznala Británie a Francie Havajské království jako nezávislý stát. Vztahy s USA byly zpočátku velmi dobré a od roku 1820 začali na ostrovy přicházet američtí misionáři. Také královská rodina se dala pokřtít. Americký vliv ale dále sílil, od roku 1875 byl zaveden bezcelní vývoz cukru do USA, které roku 1887 převzaly přístav Pearl Harbor na ostrově Oahu. Ve státním převratu 17. ledna 1893 povstalci složení převážně z občanů Spojených států svrhli královnu Havajského království Liliuokalani. Moci se chopil „Výbor občanské bezpečnosti" a požadoval připojení k USA. S tím ale nesouhlasil americký prezident Grover Cleveland a 4. července 1894 byla vyhlášena Havajská republika.
V roce 1897 americký prezident William McKinley souhlasil se smlouvou o anexi Havajských ostrovů, která byla sepsána kongresmanem Francisem Newlandsem. Japonské císařství tehdy vyslalo válečné lodě na Havaj na protest proti anexi. McKinley podepsal tuto rezoluci 7. července 1898 a ostrovy byly (nezákonně podle názorů oponentů) anektovány ve prospěch USA. 22. února 1900 byla Havajským ústavním zákonem založena územní vláda v čele s bývalým prezidentem Havajské republiky, Sanfordem Dolem. Japonským přepadením základny Pearl Harbor (1942) začala americká účast ve válce v Tichomoří a Havajské ostrovy byly pak významným bojištěm. Status státu USA získaly ostrovy na základě referenda 20. 8. 1959 a staly se v pořadí 50. státem USA. Roku 1993 odhlasoval americký kongres zákon, jímž se USA omlouvají za státní převrat z roku 1893.
Roku 1968 postavila University of Hawaii pod vrcholkem vyhaslé sopky Mauna Kea na ostrově Havaj ve výšce asi 4200 m n. m. první zrcadlový dalekohled. O deset let později, když se vynikající astronomické podmínky na tomto místě potvrdily, vzniklo tam deset dalších optických a infračervených teleskopů, které dnes patří k největším na světě (Mauna Kea Observatories, Keckovy dalekohledy). V roce 2024 má zde být uveden do provozu dalekohled s primárním zrcadlem o průměru 30 metrů.

## Hlavní ostrovy
| Název      | Název | Přezdívka           | Rozloha [km²] | Populace (2010) | Hustota zalidnění [obyv./km²] | Nejvyšší bod   | Nadmořská výška [m] | Stáří [Ma] | Poloha                      |
| ---------- | ----- | ------------------- | ------------- | --------------- | ----------------------------- | -------------- | ------------------- | ---------- | --------------------------- |
| Hawaiʻi    | [ 2 ] | The Big Island      | 10 432,5      | 185 079         | 17,7                          | Mauna Kea      | 4205                | 0,4        | 19°34′ s. š., 155°30′ z. d. |
| Maui       | [ 3 ] | The Valley Isle     | 1 883,4       | 144 444         | 76,7                          | Haleakalā      | 3055                | 1,3–0,8    | 20°48′ s. š., 156°20′ z. d. |
| Oʻahu      | [ 4 ] | The Gathering Place | 1 545,4       | 953 207         | 616,8                         | Kaʻala         | 1220                | 3,7–2,6    | 21°28′ s. š., 157°59′ z. d. |
| Kauaʻi     | [ 5 ] | The Garden Isle     | 1 430,5       | 66 921          | 46,8                          | Kawaikini      | 1598                | 5,1        | 22°5′ s. š., 159°30′ z. d.  |
| Molokaʻi   | [ 6 ] | The Friendly Isle   | 673,4         | 7 345           | 10,9                          | Kamakou        | 1512                | 1,9–1,8    | 21°8′ s. š., 157°2′ z. d.   |
| Lānaʻi     | [ 7 ] | The Pineapple Isle  | 363,9         | 3 135           | 8,6                           | Lānaʻihale     | 1026                | 1,3        | 20°50′ s. š., 156°56′ z. d. |
| Niʻihau    | [ 8 ] | The Forbidden Isle  | 180,0         | 170             | 0,9                           | Mount Pānīʻau  | 381                 | 4,9        | 21°54′ s. š., 160°10′ z. d. |
| Kahoʻolawe | [ 9 ] | The Target Isle     | 115,5         | 0               | 0                             | Puʻu Moaulanui | 452                 | 1,0        | 20°33′ s. š., 156°36′ z. d. |

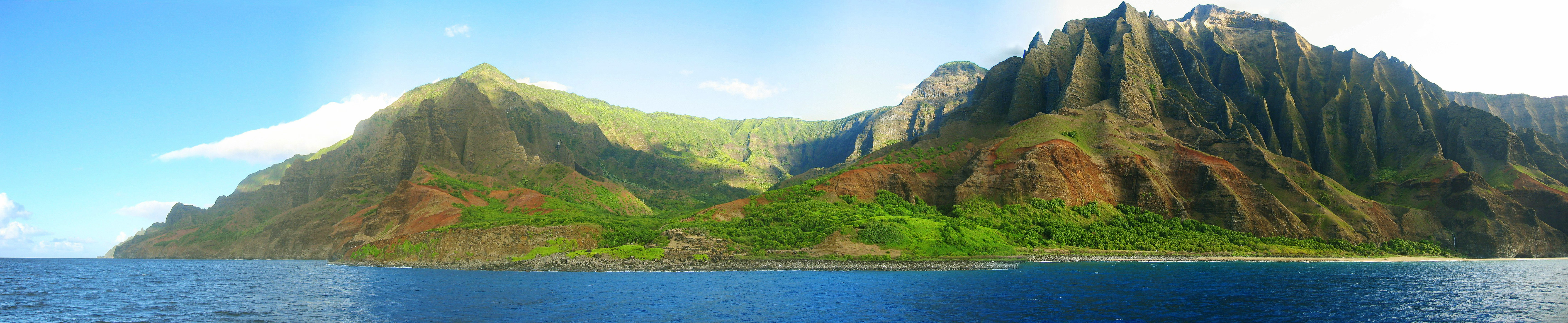
Ostrov Kauai

Na skupinu osmi hlavních ostrovů navazuje v severozápadním směru v délce 1900 km šňůra ostrůvků, atolů Severozápadních Havajských ostrovů, které jsou jako americká námořní památka Papahānaumokuākea o rozloze přes 1,5 milionu km2 součástí světového dědictví UNESCO.

## Fotogalerie

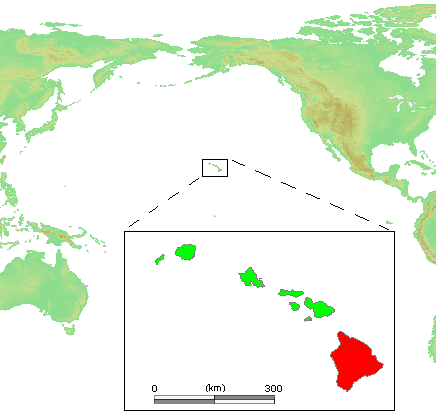
Pozice v Tichém oceánu
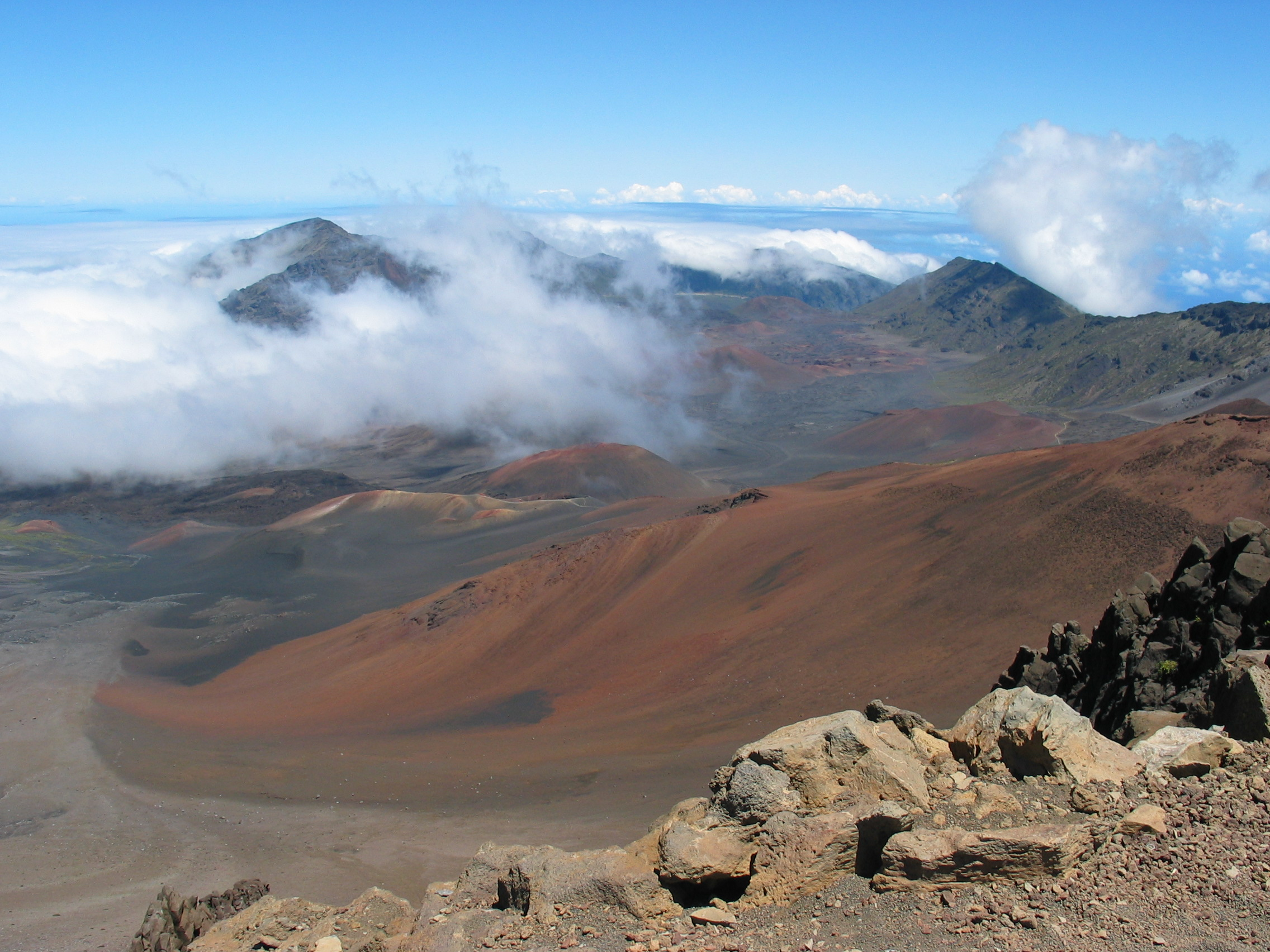
Ostrov Maui, kráter Haleakala
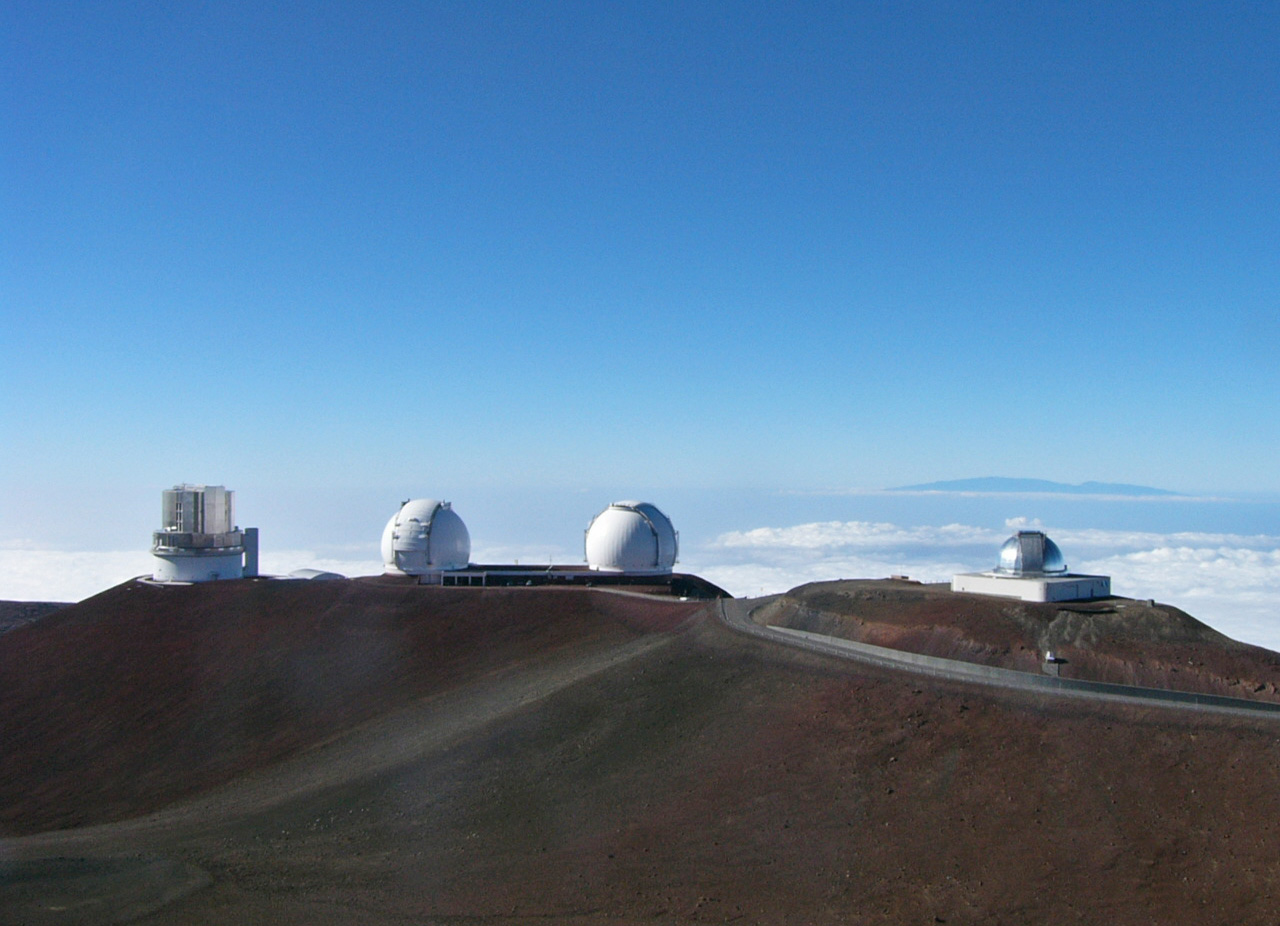
Ostrov Havaj, dalekohledy na Mauna Kea
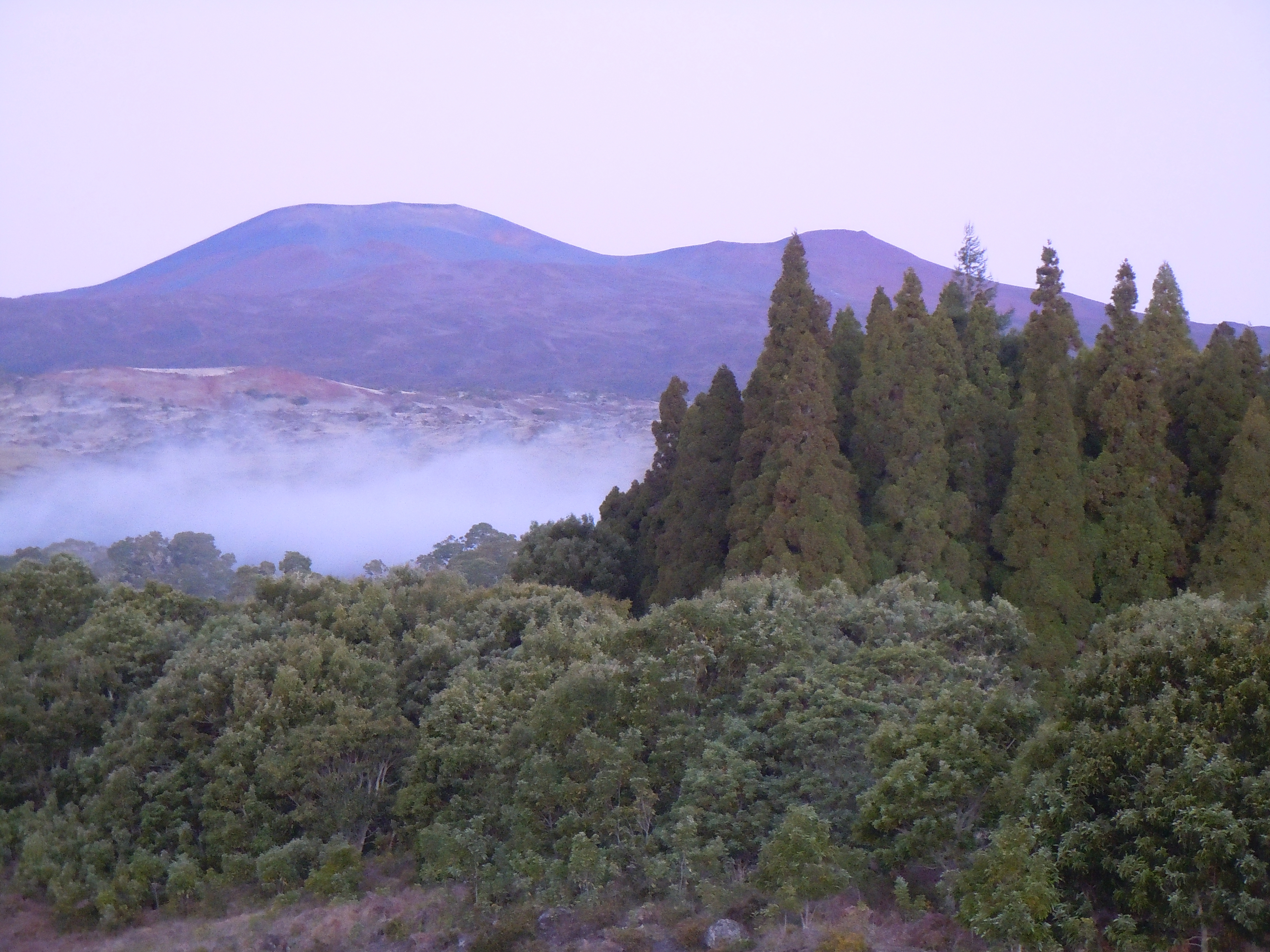
Ostrov Havaj, Mauna Kea z Hakalau
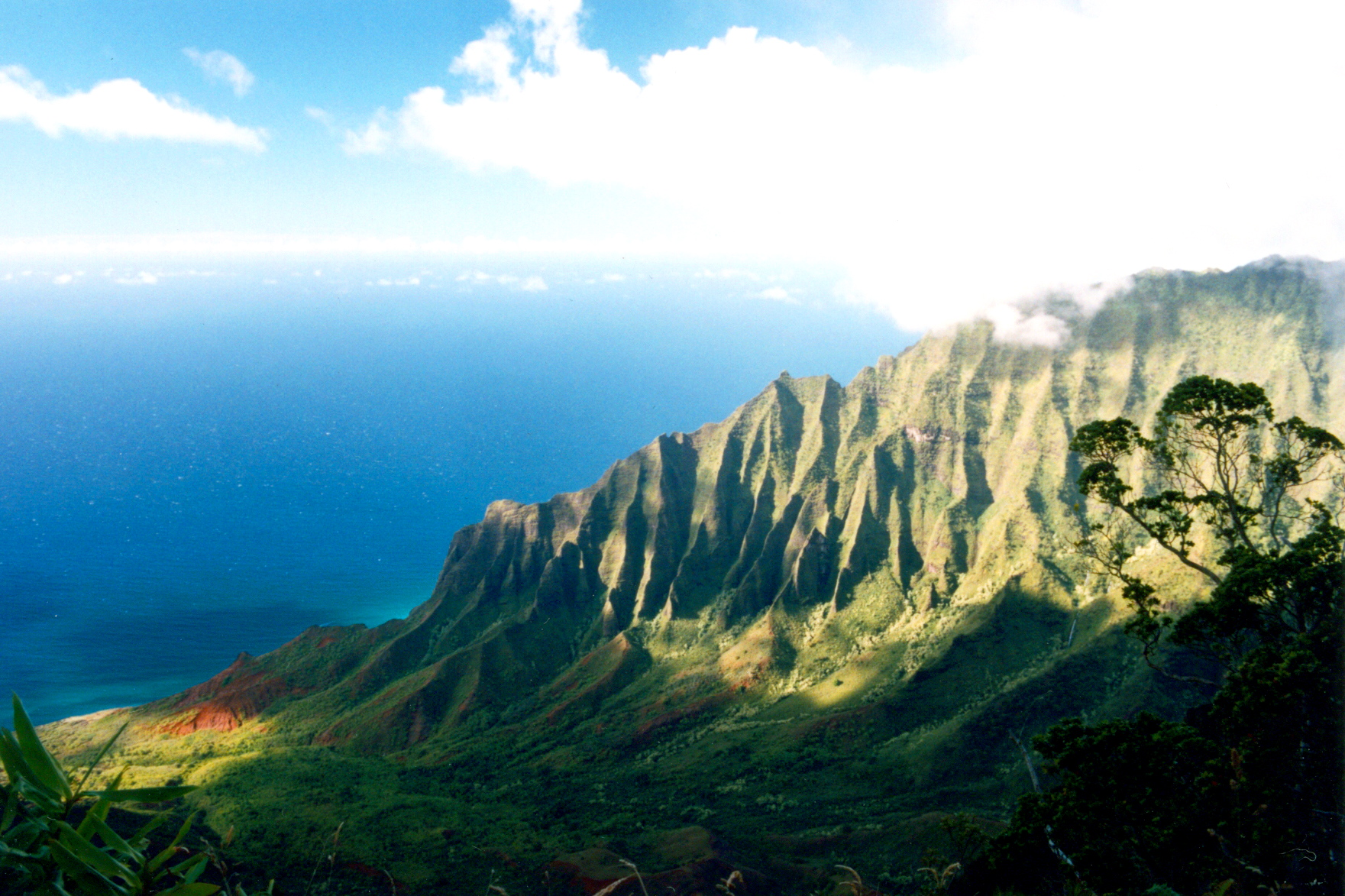
Ostrov Kauai, Na Pali Coast
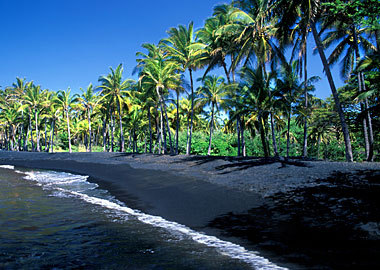
Ostrov Havaj, Punaluu Beach Park
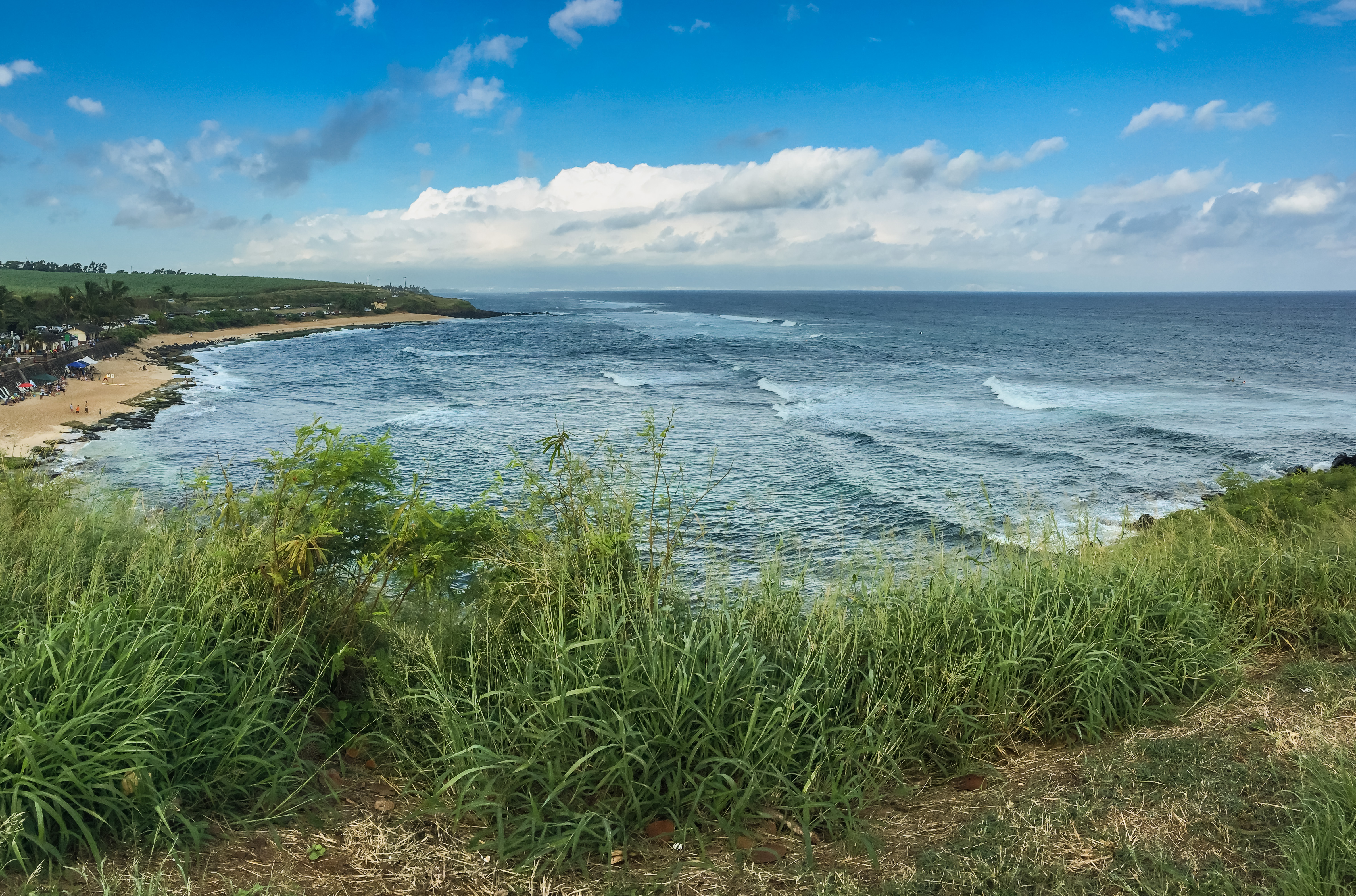
Ostrov Maui, Hookipa Beach
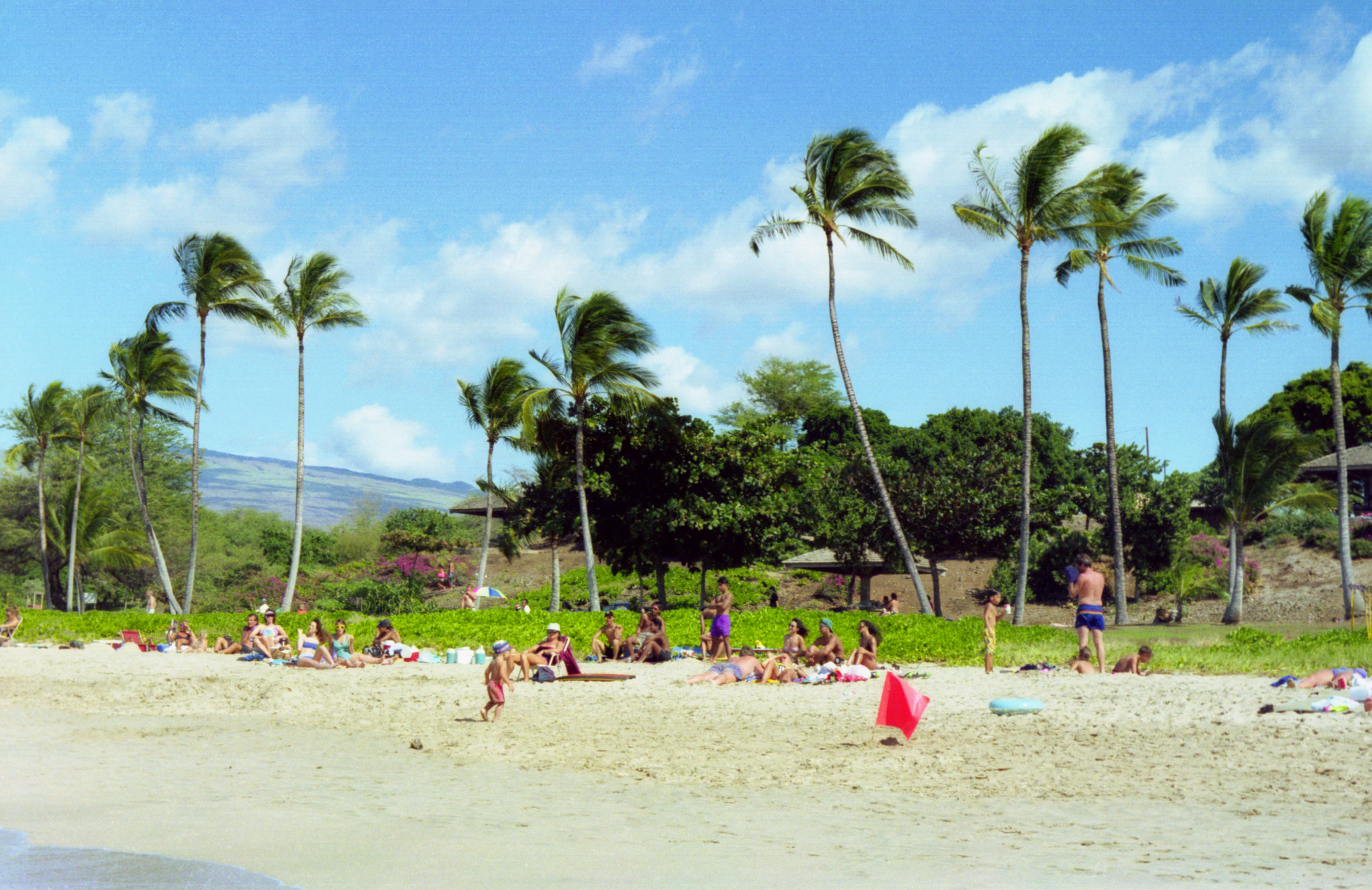
Ostrov Havaj, Hapuna Beach
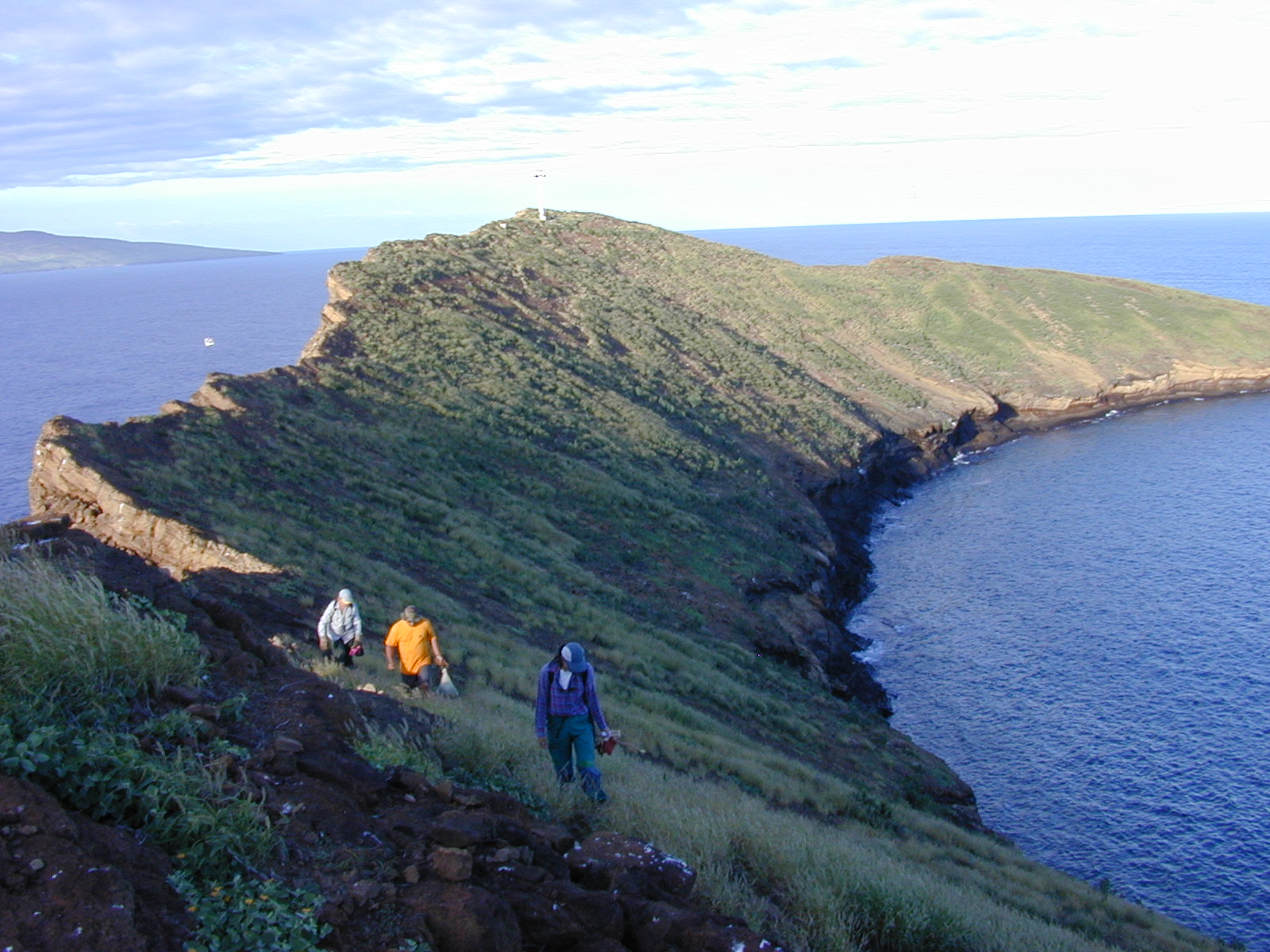
ostrov Molokini (chráněné území)